# The Force (1994)
The Force is een Amerikaanse direct-naar-video-thriller uit 1994 onder regie van Mark Rosman, met in de hoofdrollen Jason Gedrick, Kim Delaney en Gary Hudson.

## Verhaal
Wanneer politieagent Des Flynn tijdens zijn werk om het leven komt, dringt zijn geest het lichaam van de jonge agent Cal Warner binnen om wraak te nemen voor zijn moord. Wanneer de geest van Flynn echter de overhand neemt, heeft Cal geen idee wat er aan de hand is en denken de meesten, waaronder Flynns weduwe Sarah, dat hij een psychiater nodig heeft.

## Rolverdeling
| Acteur             | Personage    |
| ------------------ | ------------ |
| Jason Gedrick      | Cal Warner   |
| Kim Delaney        | Sarah Flynn  |
| Gary Hudson        | Des Flynn    |
| Cyndi Pass         | Erin         |
| Gerald Anthony     | Nick         |
| Jarrett Lennon     | Kyle Flynn   |
| Aki Aleong         | Dr. Shin     |
| Christopher Kriesa | Brooks       |
| Susie Singer       | Sarita       |
| Yasmine Bleeth     | Coral Wilson |
| Dennis Lipscomb    | Sykes        |
| Lyman Ward         | Maddox       |